# 格拉 (阿尔代什省)
格拉（法語：Gras，發音：[ɡʁa] ⓘ）是法国阿尔代什省的一个市镇，属于普里瓦区。

## 地理
格拉（44°26'36"N, 4°32'24"E）面积56.68 平方千米，位于法国奥弗涅-罗讷-阿尔卑斯大区阿尔代什省，该省份为法国东南部内陆省份，北起顺时针与卢瓦尔省、伊泽尔省、德龙省、沃克吕兹省、加尔省、洛泽尔省和上盧瓦爾省接壤。
与格拉接壤的市镇（或旧市镇、城区）包括：比东、圣昂代奥勒堡、拉戈尔斯、拉尔纳、圣莫里斯迪比、圣蒙唐、圣勒梅兹、瓦尔维涅尔。
格拉的时区为UTC+01:00、UTC+02:00（夏令时）。

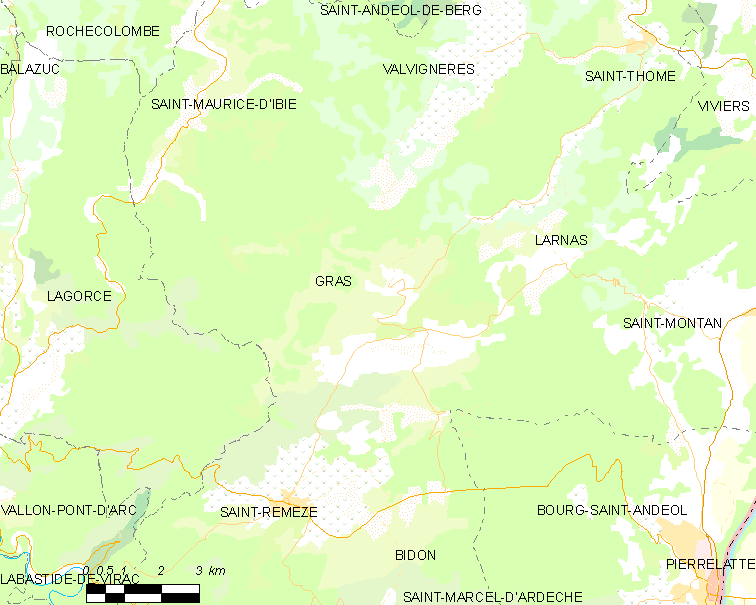
格拉的OSM定位图

## 行政
格拉的邮政编码为07700，INSEE市镇编码为07099。

## 政治
格拉所属的省级选区为圣昂代奥勒堡县。

## 人口

1962-2008年间格拉人口变化图示

格拉于2022年1月1日时的人口数量为588人。